# Botola 1 Pro
La Botola 1 Pro è la massima divisione del campionato marocchino di calcio, organizzato dalla Federazione calcistica del Marocco.
Nella stagione 2011-2012 il campionato marocchino è divenuto professionistico e ha cambiato nome da Botola a Botola Pro. Il club più titolato è il Wydad Casablanca con 22 titoli (di cui 5 prima dell'indipendenza), seguito dal FAR Rabat e dal Raja Casablanca con 13 titoli.
Il campionato marocchino occupa attualmente il 17º posto del ranking mondiale dei campionati stilato annualmente dall'IFFHS e il 1º posto a livello continentale, pertanto è considerato una delle leghe calcistiche più competitive d'Africa.

## Sponsor
Dal 2020 lo sponsor ufficiale di questo campionato è Inwi.

## Formula
Vi partecipano 16 squadre che si affrontano due volte per un totale di 30 giornate.
Per ogni partita sono assegnati tre punti in caso di vittoria, uno in caso di pareggio e zero in caso di sconfitta.
Le prime due squadre vengono ammesse alla CAF Champions League dell'annata successiva, mentre la terza e la vincitrice della coppa nazionale sono ammesse alla Coppa della Confederazione CAF e la quarta è ammessa alla Champions League araba; le ultime due retrocedono in Botola 2.
Proprio come avviene in molti campionati come la Serie A italiana, anche nella massima divisione marocchina viene assegnata una stella ai club per ogni 10 scudetti conquistati.

## Storia

### I primi campionati
Il campionato marocchino di calcio fu fondato nel 1956, prima di esso esisteva la Ligue de football du Maroc.
Alla prima edizione parteciparono 16 squadre e a trionfare fu il WAC Casablanca, negli anni successivi ci furono le vittorie di Kawkab Marrakech, KAC Kenitra e Etoile Casablanca.

### Il periodo d'oro del FAR Rabat
Dal 1960 al 1970 il campionato vide dominare il FAR Rabat, il club della forza armata reale vinse 7 campionati frammentati dalle due vittorie del WAC Casablanca e del MAS Fes.

### Vittorie a sorpresa
Nel 1970 dopo 10 anni di dominio del FAR Rabat ci fu un periodo di 5 anni in cui il titolo andò a sorpresa al Renaissance Settat, Racing Casablanca, KAC Kenitra, Raja Beni Mellal e Mouloudia Oujda.

### 1975-1987
Dopo queste vittorie sorprendenti, l'equilibrio venne spezzato dai 3 titoli consecutivi del WAC Casablanca seguiti dal primo titolo del MAS Fes.
Fu poi la volta del Chabab Mohammedia di Ahmed Faras, nei due anni successivi il titolo andò invece al KAC Kenitra.
Nei successivi 5 anni ci furono due vittorie a testa per FAR Rabat (che portò nel 1985 la prima coppa campioni in Marocco) e MAS Fes e una per il WAC Casablanca.

### Il primo del Raja e le stelle di FAR Rabat e WAC Casablanca
La stagione 1987-1988 vide per la prima volta l'affermazione del Raja Casablanca, il giocatore che su tutti condusse a questa vittoria fu Abdelmajid Dolmy che porterà l'anno dopo la sua squadra alla prima coppa campioni.
L'anno successivo il FAR Rabat vincerà il suo decimo titolo, la squadra della capitale si guadagnò il diritto di mettere una stella al suo stemma; diritto che presto ottenne anche il WAC Casablanca vincendo i 3 titoli che gli mancavano (oltre a una vittoria in coppa campioni).
Gli altri titoli assegnati in questo periodo furono del Kawkab Marrakech, dell'Olympique Casablanca e del COD Meknes.

### Il dominio del Raja Casablanca
Lo strapotere di WAC Casablanca e FAR Rabat sembrava non aver fine, invece i successivi 6 anni videro il Raja Casablanca assoluto dominatore.
Il segreto di questa serie di successi (che comprende 2 coppe campioni) erano giocatori come: Mustapha Chadli, Jamal Sellami, Reda Ryahi, Talal el Karkouri, Youssef Safri, Omar Nejjary e Abdelatif Jrindou che rappresentarono la colonna portante della nazionale.

### Vittorie equilibrate
Dopo questo dominio del Raja i successivi 2 campionati vennero vinti dall'HUS Agadir, per poi tornare alla vittoria il Raja.
I campionati successivi videro il ritorno di FAR Rabat e WAC Casablanca con 2 titoli a testa, frammentati dalle vittorie dell'Olympique Khourigba e del Raja Casablanca.

### La stella del Raja e l'inizio dell'era professionistica
La stagione 2010-2011 vide il Raja ottenere il decimo titolo guadagnando la stella dopo aver lottato con il WAC Casablanca e il MAS Fes.
La stagione 2011-2012 il campionato marocchino di calcio diventa professionistico e la prima vittoria è per il Moghreb Tetouan che a inizio anno aveva rischiato l'esclusione dal campionato.
La stagione 2012-2013 vede il Raja vincere l'accesso e tornare al mondiale per club dopo 13 anni.

## Albo d'oro
| Stagione | Campione                | Secondo posto           |
| -------- | ----------------------- | ----------------------- |
| 1956-57  | Wydad Casablanca        | Kawkab Marrakech        |
| 1957-58  | Kawkab Marrakech        | Wydad Casablanca        |
| 1958-59  | Étoile de Casablanca    | Wydad Casablanca        |
| 1959-60  | KAC Kenitra             | FAR Rabat               |
| 1960-61  | FAR Rabat               | Maghreb Fez             |
| 1961-62  | FAR Rabat               | Racing de Casablanca    |
| 1962-63  | FAR Rabat               | Kawkab Marrakech        |
| 1963-64  | FAR Rabat               | Stade Marocain          |
| 1964-65  | Maghreb Fez             | Racing de Casablanca    |
| 1965-66  | Wydad Casablanca        | Raja Casablanca         |
| 1966-67  | FAR Rabat               | Renaissance de Settat   |
| 1967-68  | FAR Rabat               | Renaissance de Settat   |
| 1968-69  | Wydad Casablanca        | Maghreb Fez             |
| 1969-70  | FAR Rabat               | Union Sidi Kacem        |
| 1970-71  | Renaissance de Settat   | FAR Rabat               |
| 1971-72  | Racing de Casablanca    | Wydad Casablanca        |
| 1972-73  | KAC Kenitra             | FUS Rabat               |
| 1973-74  | Raja Beni Mellal        | FUS Rabat               |
| 1974-75  | Mouloudia Oujda         | Maghreb Fez             |
| 1975-76  | Wydad Casablanca        | Difaa El Jadida         |
| 1976-77  | Wydad Casablanca        | Mouloudia Oujda         |
| 1977-78  | Wydad Casablanca        | Maghreb Fez             |
| 1978-79  | Maghreb Fez             | KAC Kenitra             |
| 1979-80  | Chabab Mohammédia       | Wydad Casablanca        |
| 1980-81  | KAC Kenitra             | FUS Rabat               |
| 1981-82  | KAC Kenitra             | Wydad Casablanca        |
| 1982-83  | Maghreb Fez             | Renaissance de Berkane  |
| 1983-84  | FAR Rabat               | Olympique Khouribga     |
| 1984-85  | Maghreb Fez             | KAC Kenitra             |
| 1985-86  | Wydad Casablanca        | Raja Casablanca         |
| 1986-87  | FAR Rabat               | Kawkab Marrakech        |
| 1987-88  | Raja Casablanca         | Kawkab Marrakech        |
| 1988-89  | FAR Rabat               | Maghreb Fez             |
| 1989-90  | Wydad Casablanca        | IR Tanger               |
| 1990-91  | Wydad Casablanca        | FAR Rabat               |
| 1991-92  | Kawkab Marrakech        | Raja Casablanca         |
| 1992-93  | Wydad Casablanca        | Raja Casablanca         |
| 1993-94  | Olympique de Casablanca | Wydad Casablanca        |
| 1994-95  | CODM de Meknès          | Olympique de Casablanca |
| 1995-96  | Raja Casablanca         | Olympique Khouribga     |
| 1996-97  | Raja Casablanca         | Wydad Casablanca        |
| 1997-98  | Raja Casablanca         | Kawkab Marrakech        |
| 1998-99  | Raja Casablanca         | Kawkab Marrakech        |
| 1999-00  | Raja Casablanca         | Wydad Casablanca        |
| 2000-01  | Raja Casablanca         | FUS Rabat               |
| 2001-02  | Hassania Agadir         | Wydad Casablanca        |
| 2002-03  | Hassania Agadir         | Raja Casablanca         |
| 2003-04  | Raja Casablanca         | FAR Rabat               |
| 2004-05  | FAR Rabat               | Raja Casablanca         |
| 2005-06  | Wydad Casablanca        | FAR Rabat               |
| 2006-07  | Olympique Khouribga     | FAR Rabat               |
| 2007-08  | FAR Rabat               | IZK Khemisset           |
| 2008-09  | Raja Casablanca         | Difaa El Jadida         |
| 2009-10  | Wydad Casablanca        | Raja Casablanca         |
| 2010-11  | Raja Casablanca         | Maghreb Fez             |
| 2011-12  | Moghreb Tétouan         | FUS Rabat               |
| 2012-13  | Raja Casablanca         | FAR Rabat               |
| 2013-14  | Moghreb Tétouan         | Raja Casablanca         |
| 2014-15  | Wydad Casablanca        | Olympique Khouribga     |
| 2015-16  | FUS Rabat               | Wydad Casablanca        |
| 2016-17  | Wydad Casablanca        | Difaa El Jadida         |
| 2017-18  | IR Tanger               | Wydad Casablanca        |
| 2018-19  | Wydad Casablanca        | Raja Casablanca         |
| 2019-20  | Raja Casablanca         | Wydad Casablanca        |
| 2020-21  | Wydad Casablanca        | Raja Casablanca         |
| 2021-22  | Wydad Casablanca        | Raja Casablanca         |
| 2022-23  | FAR Rabat               | Wydad Casablanca        |
| 2023-24  | Raja Casablanca         | FAR Rabat               |
| 2024-25  | RS Berkane              | FAR Rabat               |

## Vittorie per squadra
| Squadra                 | Vittorie | Secondi posti | Stagioni vittorie |
| ----------------------- | -------- | ------------- | --- |
| Wydad Casablanca        | 22       | 17            | 1947-48, 1948-49, 1949-50, 1950-51, 1954-55, 1956-57, 1965-66, 1968-69, 1975-76, 1976-77, 1977-78, 1985-86, 1989-90, 1990-91, 1992-93, 2005-06, 2009-10, 2014-15, 2016-17, 2018-19, 2020-21, 2021-22 |
| Raja Casablanca         | 13       | 12            | 1987-88, 1995-96, 1996-97, 1997-98, 1998-99, 1999-2000, 2000-01, 2003-04, 2008-09, 2010-11, 2012-13, 2019-20, 2023-24                                                                                |
| FAR Rabat               | 13       | 9             | 1960-61, 1961-62, 1962-63, 1963-64, 1966-67, 1967-68, 1969-70, 1983-84, 1986-87, 1988-89, 2004-05, 2007-08, 2022-23                                                                                  |
| Maghreb Fez             | 4        | 7             | 1964-65, 1978-79, 1982-83, 1984-85 |
| KAC Kenitra             | 4        | 2             | 1959-60, 1972-73, 1980-81, 1981-82 |
| Kawkab Marrakech        | 2        | 6             | 1957-58, 1991-92 |
| Moghreb Tétouan         | 2        | -             | 2011-12, 2013-14 |
| Hassania Agadir         | 2        | 1             | 2001-02, 2002-03 |
| FUS Rabat               | 1        | 5             | 2015-16 |
| Olympique Khouribga     | 1        | 3             | 2006-07 |
| Racing de Casablanca    | 1        | 2             | 1971-72 |
| Renaissance de Settat   | 1        | 2             | 1970-71 |
| IR Tanger               | 1        | 1             | 2017-18 |
| Olympique de Casablanca | 1        | 1             | 1993-94 |
| Mouloudia Oujda         | 1        | 1             | 1974-75 |
| CODM de Meknès          | 1        | -             | 1994-95 |
| Chabab Mohammédia       | 1        | -             | 1979-80 |
| Raja Beni Mellal        | 1        | -             | 1973-74 |
| Étoile de Casablanca    | 1        | -             | 1958-59 |
| RS Berkane              | 1        | -             | 2024-25 |